# Lorna Utz
Lorna Utz – australijska tenisistka, występująca na kortach w latach dwudziestych XX wieku.
W pierwszej edycji konkurencji singla kobiet Mistrzostw Australazji, znanych dziś jako Australian Open, osiągnęła półfinał, przegrywając 2:6, 3:6 z późniejszą mistrzynią, Margaret Molesworth. W tym samym roku doszła do finału gry podwójnej kobiet, razem z Floris St. George. Mecz o tytuł przegrały z Esną Boyd i Marjorie Mountain. Lorna została także wicemistrzynią gry mieszanej w parze z H.S. Utz. Zostali pokonani w finale przez Esnę Boyd i Jacka Hawkesa.
Utz, podczas jednego tylko startu w międzynarodowych mistrzostwach Australazji, uzyskała dwa tytuły wicemistrzowskie i była w półfinale. W 1931 roku osiągnęła finał gry podwójnej razem z Nell Lloyd. Tym razem uległy znacznie Daphne Akhurst Cozens i Louie Bickerton.